# Итальянец (фильм, 1915)
«Итальянец» (англ. The Italian) — американский немой художественный фильм 1915 года, поставленный режиссёром Реджинальдом Баркером по сценарию и под руководством Томаса Инса.
Главные роли исполнили Джордж Бибан и Клара Уильямс.
В 1991 году фильм был признан Библиотекой Конгресса США «культурно, исторически или эстетически значимым» и сохранён в Национальном реестре фильмов.

## Сюжет
Народный праздник в Венеции. На мостах и в лодках множество людей. В следующей сцене показан сбор винограда и проводы отплывающих на трансатлантическом пароходе.
Прибытие в Нью-Йорк. Полная растерянность палубных пассажиров контрастирует с самоуверенностью пассажиров первого класса.
В толпе эмигрантов выделяются Джордж Бибан и Клара Уильямс, исполняющие роли итальянца и его возлюбленной. У них рождается ребёнок.
Герой делается чистильщиком сапог, а веселая сборщица винограда — несчастной матерью.

## В ролях
- Джордж Бибан[англ.] — Пьетро «Беппо» Доннетти
- Клара Уильямс[англ.] — Аннет Анчелло Доннетти
- Фрэнк Берк — Трудо Анчелло
- Фанни Мидглей
- Лео Уиллис — Билл Корриган

## Производство
10 октября 1914 года журнал The Moving Picture World сообщил о начале съёмок фильма под рабочим названием The Dago. Через три недели официальное название было изменено на The Italian (с англ. — «Итальянец»). Съёмки проходили в Сан-Франциско, эпизоды с Джорджем Бибаном в роли гондольера снимались в Венеции.

## Оценки
…Возможно, что этот фильм в критике социальных явлений шёл дальше, чем фильмы Гриффита, предшествующие «Нетерпимости»…
— Жорж Садуль